# Arabella rolandi
Arabella rolandi är en ringmaskart som först beskrevs av Delle Chiaje 1828.  Arabella rolandi ingår i släktet Arabella och familjen Oenonidae. Inga underarter finns listade i Catalogue of Life.